# Real Ariquemes EC
Der Real Ariquemes Esporte Clube, in der Regel nur kurz Real Ariquemes genannt, ist ein Fußballverein aus Ariquemes im brasilianischen Bundesstaat Rondônia.
Der Verein wurde als Real Desportivo Ariquemes Futebol Clube gegründet und nahm anlässlich der Saison 2016 seinen aktuellen Namen an. Aktuell spielt er in der Staatsmeisterschaft von Rondônia.

## Erfolge
Männer:
- Staatsmeisterschaft von Rondônia: 2017, 2018, 2022

Frauen:
- Staatsmeisterschaft von Rondônia: 2019, 2020, 2021, 2022

## Stadion
Der Verein trägt seine Heimspiele im Estádio Gentil Valério de Lima in Ariquemes aus. Das Stadion hat ein Fassungsvermögen von 5000 Personen.

## Trainerchronik
Stand: 30. Juli 2021
| Trainer             | Nation    | von  | bis |
| ------------------- | --------- | ---- | --- |
| Paulo Schardong     | Brasilien | 2016 |     |
| Paulo César Alencar | Brasilien | 2017 |     |
| Simônio Veiga       | Brasilien | 2017 |     |
| Marcos Gomes        | Brasilien | 2018 |     |
| Marcos Birigui      | Brasilien | 2018 |     |
| Rafael Andrade      | Brasilien | 2018 |     |
| Tiago Batizoco      | Brasilien | 2019 |     |
| Luis dos Reis       | Brasilien | 2019 |     |
| Álvaro Miguéis      | Brasilien | 2020 |     |
| Éverton Goiano      | Brasilien | 2020 |     |
| Odilon Júnior       | Brasilien | 2021 |     |